# 서팽려
서팽려(徐彭呂, ?~?)는 조선의 문신이다. 본관은 대구, 호는 지암(止庵), 아버지는 언양현감 서거광(徐居廣)이며, 어머니는 죽산 안씨(竹山安氏)이다.

## 생애
서팽려는 어렸을 때부터 부모를 잃었으며, 서팽소처럼 숙부 서거정이 가르침을 받으면서 살았다. 그는 성종 때 풍저창봉사(豊儲倉奉事)를 지냈다.

## 가족 관계
- 아버지 : 서거광(徐居廣)
- 어머니 : 죽산 안씨(竹山安氏)